# STEREO

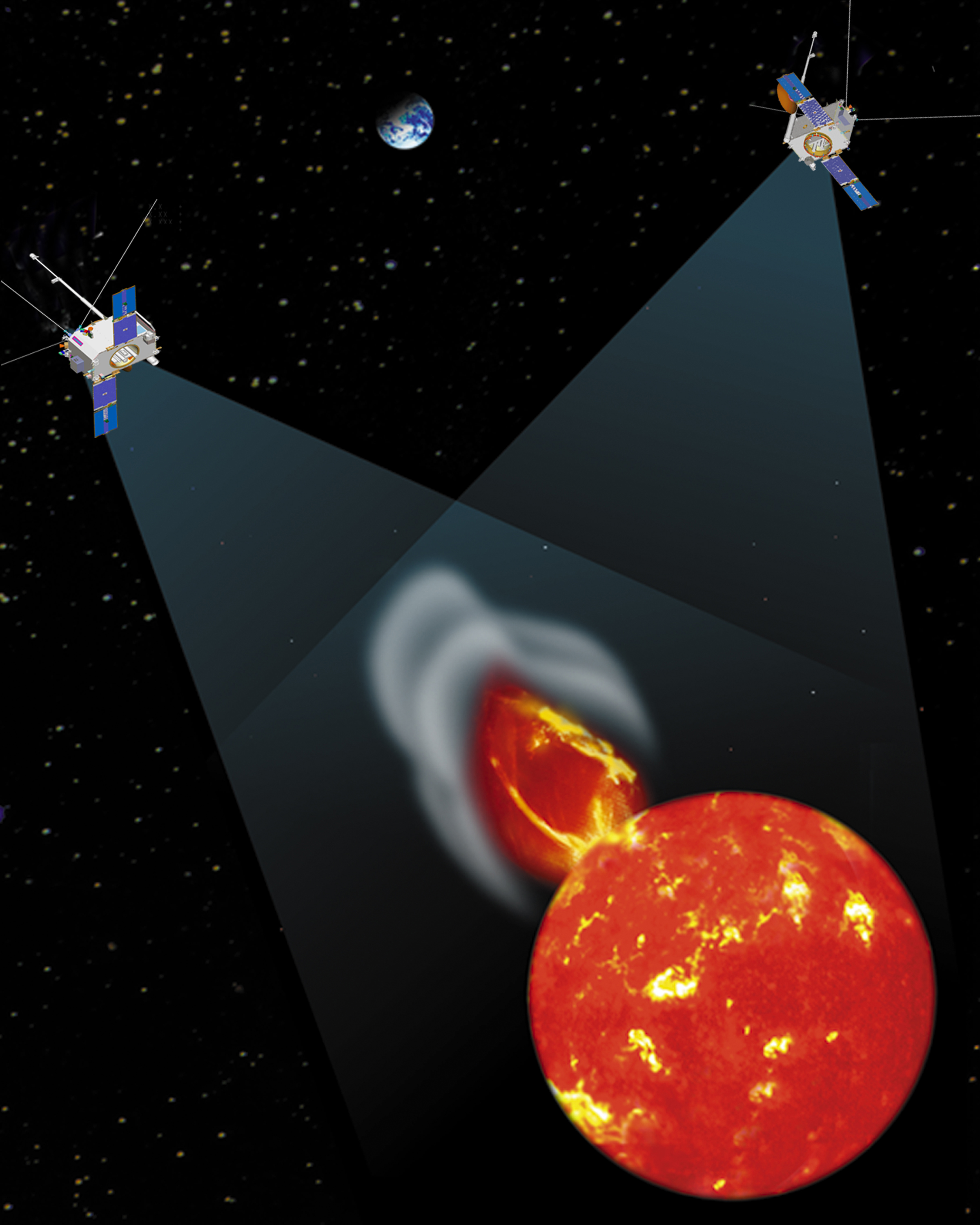
Dreidimensionale Beobachtung von Sonneneruptionen

Das Projekt STEREO (Solar TErrestrial RElations Observatory) der US-Raumfahrtbehörde NASA bestand aus zwei fast identischen Raumsonden, die die Sonne und die Wechselwirkung ihrer Teilchenausbrüche und Felder mit der Magnetosphäre der Erde erstmals dreidimensional beobachteten (Stereoeffekt) und auch ihre erdabgewandte Seite überwachten. Der Start war nach einer Reihe von Verschiebungen am 26. Oktober 2006 um 0:52 Uhr UTC mit einer Delta II 7925-10L von Cape Canaveral in Florida aus erfolgt. Eine der beiden Sonden ist seit 2016 außer Betrieb, während die andere weiterhin Daten liefert.
Die Mission wird vom Applied Physics Laboratory (APL) der Johns Hopkins University geleitet. Die Kosten der Mission einschließlich aller Entwicklungs- und Baukosten, der Trägerrakete, des Betriebs während der zweijährigen Primärmission und der drei Jahre dauernden Datenauswertung betrugen etwa 550 Millionen US-Dollar.
Die beiden Sonden umkreisen die Sonne auf Bahnen etwas inner- bzw. außerhalb der Erdbahn. Die Übergangsbahnen waren etwas weiter entfernt als die Lagrange-Punkte L1 und L2 der Erde, weshalb sie sich allmählich von dieser entfernten.

## Aufbau der Sonden, Instrumente

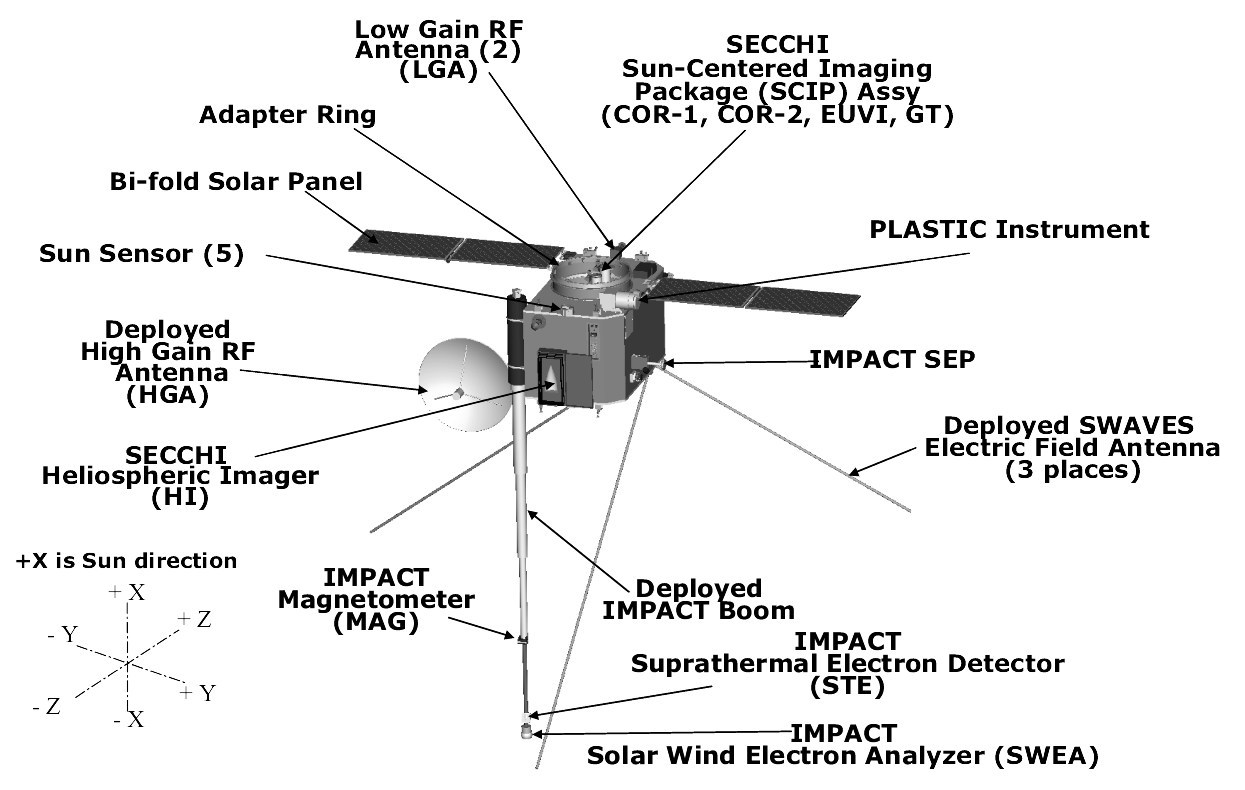
Aufbau der STEREO-Raumsonden

Die beiden Sonden sind weitgehend identisch und wurden vom APL gebaut, das auch die Mission überwacht. Sie sind 1,10 m hoch, 2,01 m lang und 1,19 m breit, mit ausgefahrenen Solarkollektoren 6,49 m. Die Sonden sind dreiachsenstabilisiert und hatten vollgetankt eine Masse von je 619 kg. Die Leistungsaufnahme beträgt 596 Watt. Die Datenübertragung zur Erde erfolgt mit einer Geschwindigkeit von 720 kbit/s; zugleich verfügt jede der Raumsonden über 1 GByte interne Speicherkapazität.
Die beiden STEREO-Sonden haben jeweils die gleichen vier Instrumente bzw. Instrumentenpakete an Bord.
Sun Earth Connection Coronal and Heliospheric Investigation (SECCHI) 
SECCHI ist ein Instrumentenpaket, welches aus fünf einzelnen Instrumenten besteht: einer Ultraviolett-Kamera, zwei Weißlicht-Koronografen und zwei Weitwinkelkameras zur Beobachtung der Heliosphäre. Diese Instrumente beobachten die koronalen Massenauswürfe auf ihrer Reise von der Geburt auf der Sonnenoberfläche an durch die Sonnenkorona und den interplanetaren Raum bis zum anschließenden Auftreffen auf der Erde mit einer dreidimensionalen Auflösung. SECCHI wurde unter Leitung des Naval Research Laboratory in Washington (D.C.) entwickelt.
STEREO/WAVES (SWAVES)
SWAVES verfolgt die von der Sonne erzeugten Radiostörungen auf ihrem Weg von der Sonne bis zur Erde. Das Instrument wurde unter Leitung des Observatoire de Paris-Meudon und des Goddard Space Flight Centers entwickelt.
In-situ Measurements of PArticles and CME Transients (IMPACT)
IMPACT ermittelt die dreidimensionale Verteilung und die Plasmaeigenschaften der energiereichen Sonnenpartikel und misst das lokale Magnetfeld. IMPACT wurde unter Leitung der University of California, Berkeley entwickelt.
PLAsma and SupraThermal Ion Composition (PLASTIC)
PLASTIC studiert die Plasmaeigenschaften von Protonen, Alphateilchen und schweren Ionen. Das Instrument ermittelt die Massen- und Ladungsverteilung der schweren Ionen und die Unterschiede zwischen dem Plasma der koronalen Massenauswürfe und dem umgebenden Plasma. PLASTIC wurde unter Leitung der University of New Hampshire entwickelt.

## Wissenschaftliche Ziele
Die Ziele der Mission waren:
- Verständnis der Ursachen und Mechanismen der koronalen Massenauswürfe
- Beschreibung der Ausbreitung koronaler Massenauswürfe in der Heliosphäre
- Entdeckung der Mechanismen und Stellen der Beschleunigung der Partikel in der unteren Korona und im interplanetaren Raum
- Ermittlung der genauen Struktur des Sonnenwindes

Durch die hohe Stabilität der Kameras sind die gesammelten Daten auch für andere astronomische Zwecke von Nutzen, so wurden über hundert Doppelsterne neu entdeckt.
Bei der Auswertung der Daten setzten Freiwillige ihre Zeit ein, die Bildaufnahmen der Sonne über die Website Solarstormwatch zu klassifizieren.

## Missionsverlauf
Die STEREO A und STEREO B wurden aufeinander montiert in einer Delta-II-Trägerrakete untergebracht. Diese transportierte die Raumsonden in eine hochelliptische Erdumlaufbahn mit einem Apogäum von etwa 400.000 km Höhe. Das Apogäum lag dabei in der Ebene der Mondbahn und war etwas weiter von der Erde entfernt als die Mondbahn.

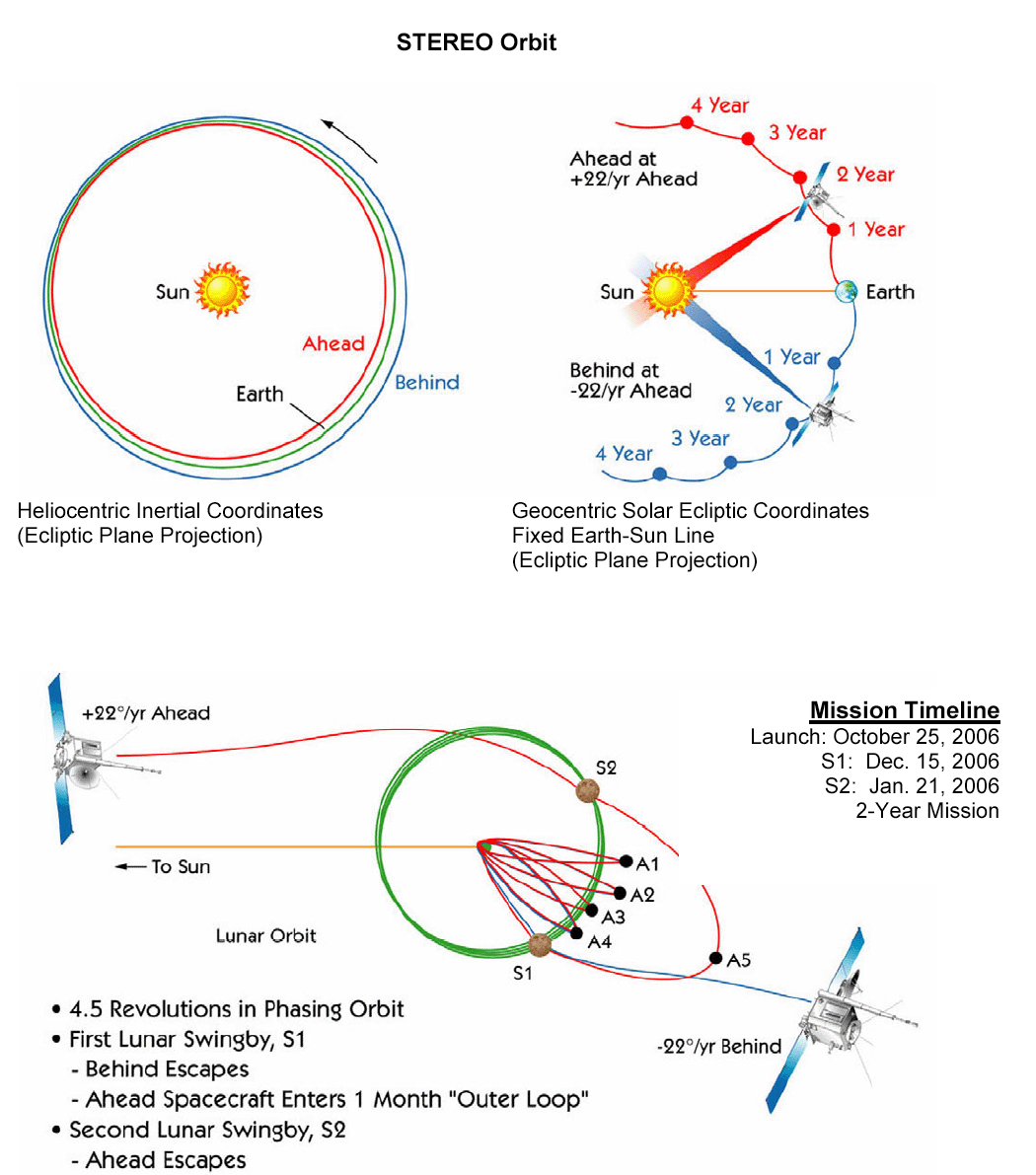
Die Flugbahnen der STEREO-Sonden

Während mehrerer Erdumläufe entfernen sich die Raumsonden voneinander. Am 15. Dezember 2006 führten STEREO A (Ahead) und B (Behind) ein Swing-by am Mond aus, wobei STEREO A den Mond in einer Entfernung von 7.322 km passierte und STEREO B in 11.750 km. STEREO A überschritt dadurch die Fluchtgeschwindigkeit des Erde-Mond-Systems und fliegt der Erde in ihrer Umlaufbahn um die Sonne voraus. STEREO A trat dabei in eine Sonnenumlaufbahn ein, die etwas innerhalb der Erdumlaufbahn liegt und deren Umlaufzeit 346 Tage beträgt. STEREO A umkreist dadurch die Sonne schneller als die Erde und läuft jedes Jahr gegenüber der Erde um 22° weiter auf ihrer Umlaufbahn nach vorne.
STEREO B wurde durch den Swing-by auf eine wesentlich größere Erdumlaufbahn gebracht. Danach passierte sie am 21. Januar 2007 erneut den Mond, diesmal jedoch über der entgegengesetzten Seite der Erde. Bei diesem zweiten Swing-by in 8.800 km Höhe wurde STEREO B auf Fluchtgeschwindigkeit beschleunigt und kam dadurch auf eine höhere Sonnenumlaufbahn mit 388 Tagen Umlaufzeit. STEREO B umkreist dadurch die Sonne langsamer als die Erde und bleibt auf ihrer Bahn um 22° pro Jahr gegenüber der Erde zurück.
Am 6. Februar 2011 passierten die Sonden ihre gegenseitige Opposition; am 1. Juni 2011 wurden erstmals Aufnahmen gemacht, aus denen sich ein vollständiges Bild der erdabgewandten Sonnenseite zusammensetzen ließ. 2015 waren beide Sonden in Konjunktion zur Erde hinter der Sonne.
Am 23. Juli 2012 befand sich STEREO-A im Raum eines koronalen Massenauswurfs (CME), welcher ähnlich stark wie das Carrington-Ereignis war. Die Instrumente waren in der Lage, Daten über das Ereignis zu sammeln und weiterzugeben. STEREO-A wurde durch den Sonnensturm nicht beschädigt. Da die Raumsonde weit von der Erde entfernt war, war sie keinen zu starken elektrischen Strömen ausgesetzt, die beim Auftreffen einer Sonneneruption auf die Magnetosphäre der Erde induziert werden können.
Am 1. Oktober 2014 ging der Kontakt zu STEREO B nach einem geplanten Neustart der Software verloren. Möglicherweise haben die Sensoren, die die Orientierung der Sonde im Raum feststellen, fehlerhafte Werte geliefert. Bei dem Versuch, die fälschlich gemeldete Lageabweichung mit den Steuertriebwerken zu korrigieren, könnte die Sonde in eine Rotation geraten sein. Infolgedessen wären weder die Antenne zur Erde ausgerichtet, noch könnten die Solarpaneele ausreichend Energie zur Verfügung stellen.
Am 21. August 2016 konnte unerwartet der Kontakt zu STEREO B wiederhergestellt werden. Der Kontakt war seither intermittierend. Es gab Informationen, dass die Sonde funktionsfähig sei, sowie über den Ladezustand der Batterien, die Position im Raum und die Umdrehungsrate. Die Missionsbetreiber versuchten daraufhin, die Sonde schrittweise wieder in Betrieb zu setzen, was Jahre hätte dauern können. Im Oktober 2018 stellte die NASA weitere Versuche zur Kontaktaufnahme mit STEREO B ein.